# Обер-сарваер
Обер-сарва́ер (сарва́ер от англ. surveyor — инспектор) — чин в русском флоте, с 1722 года — 5-го класса по Табели о рангах, с 1798 года — 4-го класса.

## История
Чин обер-сарваера появился после 1706 года вместе с нижестоящим чином сарваера (сюрвайер). Первоначально обер-сарваер на флоте был только один — главный кораблестроитель флота. С увеличением числа верфей и объёмов кораблестроения, обер-сарваеров стали назначать на все флоты и все крупные верфи.
5 апреля 1722 года Петром I был утверждён Регламент о управлении Адмиралтейства и верфи, глава XX которого была посвящена обязанностям обер-сарваера и лица, его замещающего. Согласно регламенту, на обер-сарваера возлагались, в частности, следующие обязанности: приёмка, сортировка и обеспечение хранения лесоматериалов; надзор за изготовлением чертежей и их экспертиза; надзор за всеми этапами строительства корабля; учёт материалов, используемых для строительства корабля; ведение необходимой документации; сдача построенного корабля советнику Адмиралтейства; осмотр действующих кораблей и составление плана их ремонта; обеспечение сохранности пригодных для дальнейшего использования материалов при разборке старых кораблей; надзор за преподаванием корабельного дела в учебных заведениях.
В штатном расписании чиновников в адмиралтействах, утверждённом высочайшим указом Павла Первого от 1 января 1798 года, присутствовал одна штатная единица обер-сарвайера в чине генерал-майора с жалованием 1800 рублей в год, при этом обер-сарвайеру полагалось 8 денщиков.
В 1805 году чин обер-сарваера был упразднён.

## Обер-сарваеры
- Головин, Иван Михайлович (1680—1737) — русский военный деятель, сподвижник Петра I.
- Катасанов, Александр Семенович (1737—1804) — кораблестроитель, первый директор Училища корабельной архитектуры
- Качалов, Потап Гаврилович (1709—1767) — кораблестроитель XVIII века, корабельный мастер, сарваер, обер-интендант.
- Окунев, Гавриил Афанасьевич (1699—1781) — кораблестроитель, в 1746 году возглавил всё судостроение на Балтике, основатель рода Окуневых.
- Собакин, Михаил Михайлович (ок. 1660—после 1728) — судостроитель, сподвижник Петра I, стольник.
- Щербачев, Дмитрий Тимофеевич (1697—1772) — кораблестроитель, в 1730-х годах работал в Ревеле, затем заведовал Главным С.-Петербургским адмиралтейством, при этом продолжал строить корабли.
- Ямес, Иван Васильевич (ок. 1700—1787) — английский кораблестроитель на русской службе, корабельный мастер.